# Nicola

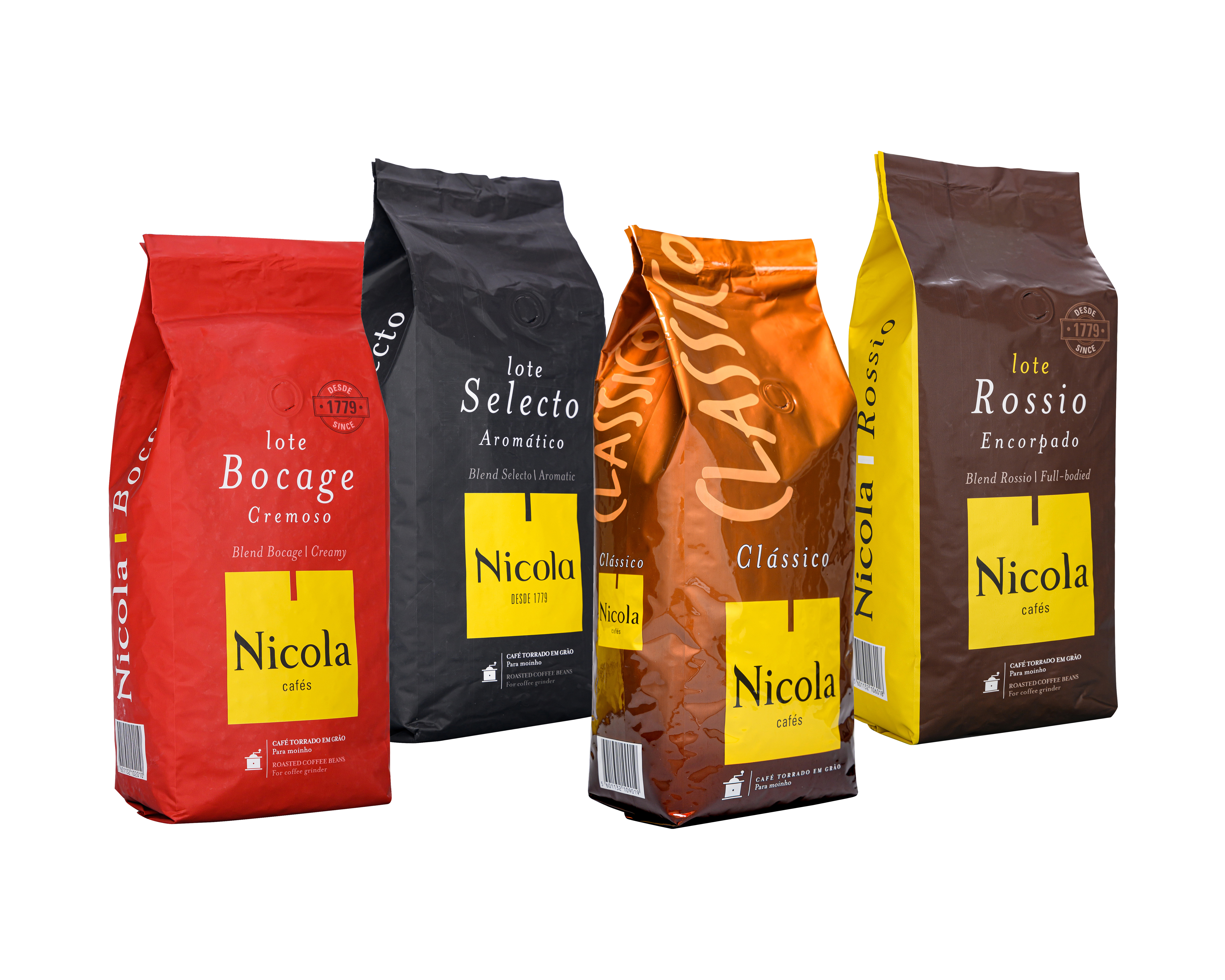
Кофе Nicola

Nicola — португальский кофейный бренд, входящий в группу Massimo Zanetti Beverage Group. Одна из старейших торговых марок кофе в Португалии.

## История и название

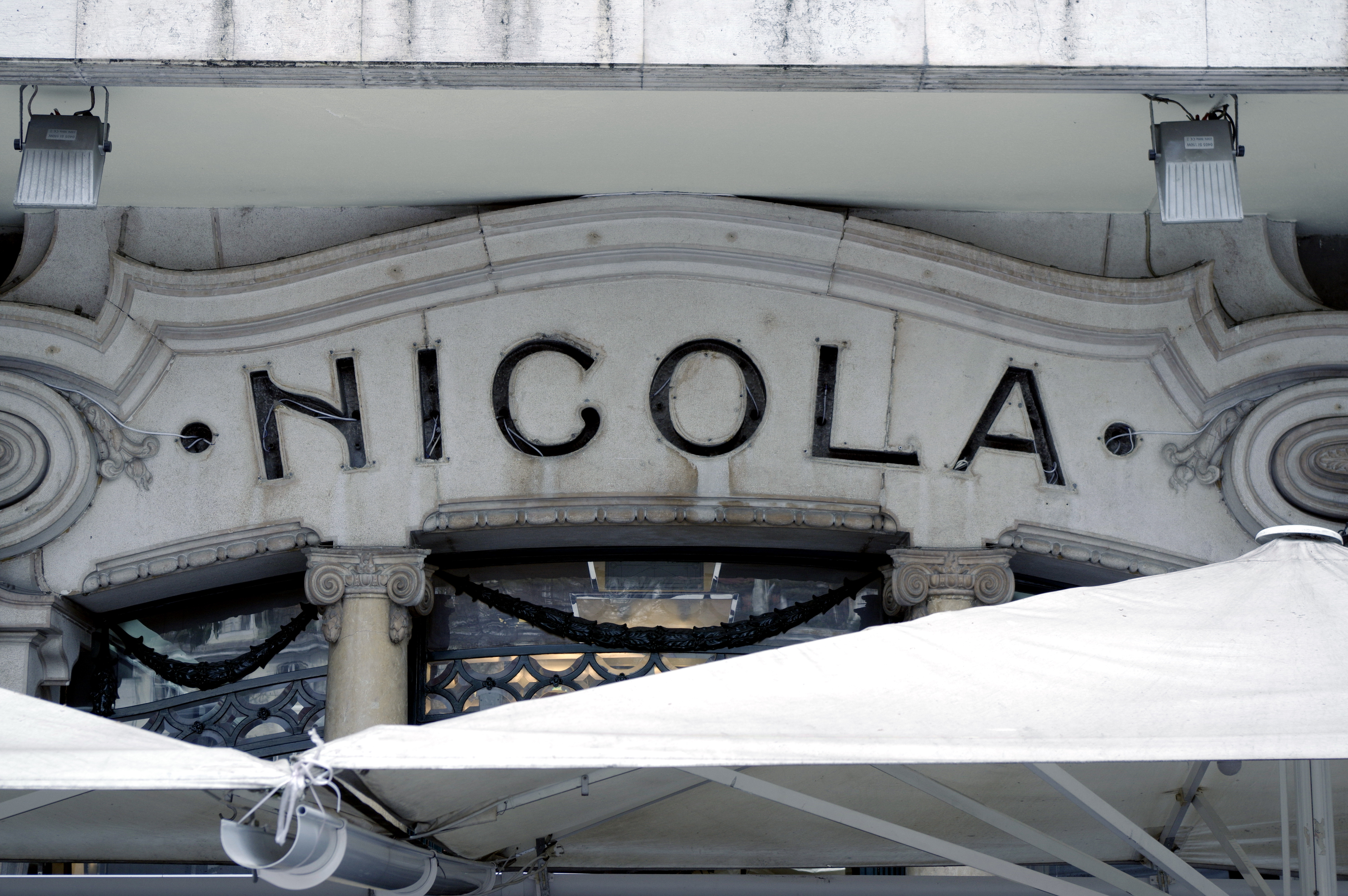
Кафе Nicola в Лиссабоне

История бренда начинается в 1779 году, когда было основано кафе «Таверна Николы»  (порт. Botequim do Nicola) на площади Росиу в Лиссабоне. Кафе было названо в честь своего основателя итальянского происхождения, и стало знаменитым во времена правления Марии I. Заведение было популярным местом встречи интеллектуальной лиссабонской элиты — политиков, писателей, художников. В кафе проходили встречи политических активистов, вдохновлённых идеями французской революции. Среди завсегдатаев кафе особо выделяют поэта Бокаже. 
С момента основания в кафе подавали собственный сорт кофе, поставляемый из Бразилии и Сан-Томе и Принсипи. В 1929 году кафе купил Йоаким Фонсека Альбукерке. Со временем семья нового владельца приняла решение начать продажу кофейных зёрен под маркой Nicola за пределами кафе. Поскольку название кафе всегда было прочно связано с именем Бокаже, до конца 1990-х годов в логотипе кофе использовался портрет поэта. 

## Собственное производство и глобальный рынок
В процессе выхода на новые рынки владельцам потребовалось расширять линейку продукции и организовать контроль качества на всех этапах. Для этого в 1990-х годах в пригороде Лиссабона была построена фабрика Venda Nova. 
В 1999 году бренд Nicola вошёл в состав Nutrinveste Group.
В 2006 в составе Nutricafés продан Investment Funds Explorer Investments/MCH Private Equity.
С 2016 года Nicola входит в Massimo Zanetti Beverage Group (ссылка), крупнейшую частную компанию в мировой кофейной индустрии. 
В 2022 году бренд представил линейку кофейных капсул, совместимых с кофемашинами Nespresso с более экологичной алюминиевой гильзой. Капсулы также производятся на фабрике Nicola в Венда Нова. В 2023 — капсулы, совместимые с машинами Dolche Gusto®.

## Ассортимент
Nicola традиционно специализируется на производстве кофейных блендов на основе зёрен арабики и робусты из Центральной и Южной Америки и Африки. Также в ассортименте моносортовой кофе (100% arábica). Кофе выпускается в зёрнах, в молотом виде, в капсулах, совместимых с кофемашинами Nescafe Nespresso® и Dolche Gusto®, а также в саше.